# Friedrich Thöming
Friedrich Thöming (* 27. August 1802 in Eckernförde; † 21. April 1873 in Neapel) war ein Marinemaler.

## Leben

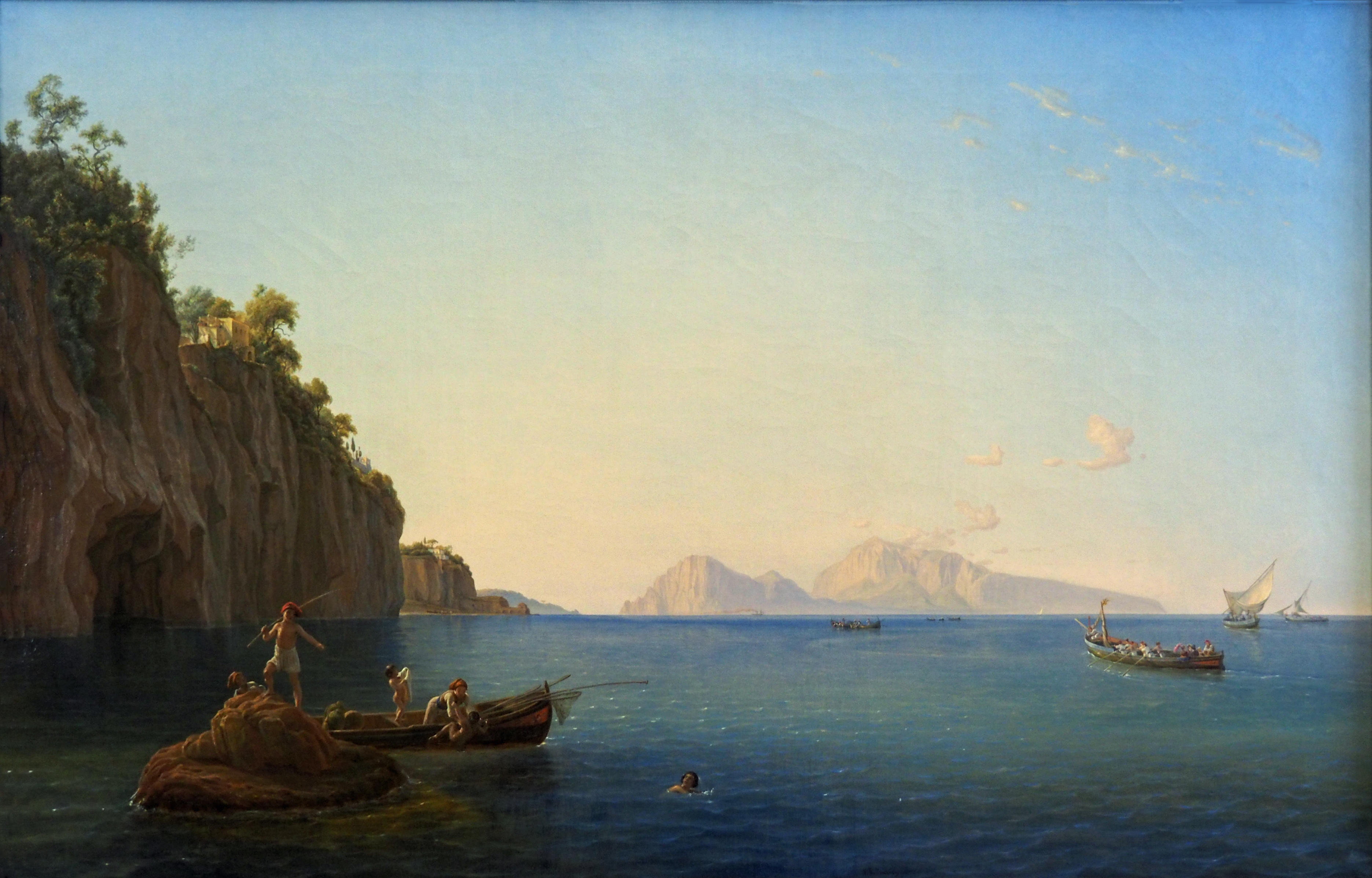
Felsenküste bei Sorrent

Thöming begann seine künstlerische Laufbahn 1822 mit einer Folge von druckgraphischen Darstellungen zum Schleswig-Holstein-Kanal. Nach einer Ausbildung zum Lithografen folgten bei Speckter & Herterich in Hamburg einige Ortsansichten. 1823 besuchte er etwa ein Jahr die Kunstakademie Kopenhagen als Schüler von Jens Peter Møller und hatte durch Ankäufe für die private Sammlung des Kronprinzen Christian Friedrich und die Königliche Gemäldegalerie sofort bemerkenswerte Erfolge. Unter dem Einfluss von C.W. Eckersberg wandte er sich der Marinemalerei zu.
Der Wunsch nach Italien zu reisen, führte ihn 1824 zunächst nach Süddeutschland, wo er sich in Nürnberg und München als Lithograph über Wasser hielt. 1827 traf er in Rom ein, seine eigentliche Bestimmung aber wurde der Golf von Neapel, wo er für den Rest seines Lebens in den Sommermonaten die Motive fand, die er im Winter in seinem römischen Atelier zu Gemälden verarbeitete. Sein wichtigster Förderer wurde der dänische Bildhauer Bertel Thorvaldsen, der nach und nach sechs Gemälde von ihm erwarb.
Im August 1828 besuchte Thöming erstmals Capri, wo er auch in der Folgezeit im legendären „Hotel Pagano“ ein Quartier fand; 1829 kam er in Begleitung des Malers August Kopisch, der als Entdecker der Blauen Grotte gilt. Thöming war einer der ersten, die das Motiv der Blauen Grotte in kleinformatigen Gemälden erfolgreich vermarktete. Thöming verkaufte seine Gemälde von Capri und den Küsten zwischen Sorrent und Amalfi an zahlungskräftige und nicht selten prominente Italienreisende und beschickte Ausstellungen in Kopenhagen, Hamburg, München, Berlin und Frankfurt. Zu seinen Weggefährten gehörten die Dichter Hans Christian Andersen und August Graf von Platen. Der Architekt Gottfried Semper kopierte einige Bilder Thömings, um seinen Farbensinn zu schulen.
Als die Cholera in Italien wütete, folgte er einer Einladung nach Frankfurt am Main, die vermutlich Carl Mayer von Rothschild ausgesprochen hatte, der die Dependance des Frankfurter Bankhauses in Neapel leitete. Thöming blieb zwei Jahre in Frankfurt, wo er Anschluss an die lokale Kunstszene fand und sich erfolgreich an Ausstellungen beteiligte.
Um 1840 war Thöming wieder in Italien, wo er als große „Celebrität“ unter den Seemalern und als wohlhabender Junggeselle galt. 1844 heiratete er eine 18-jährige Neapolitanerin und erwies sich mit seiner Frau in Rom und in Neapel als großzügiger Gastgeber und liebenswürdiger Cicerone. 1853 zeigten sich vermutlich infolge eines Schlaganfalls Lähmungserscheinungen, die sehr bald ein Arbeiten unmöglich machte. Thöming, seine Frau und seine zwei Kinder fielen in bittere Armut. 1865 ist noch nachweisbar, dass er sich einmal im Hotel Pagano auf Capri aufgehalten hat; dann versiegen alle Quellen. Seine Witwe hat ihn um viele Jahre überlebt, sie starb 1892 ebenfalls in Neapel.

## Leistungen
Thöming kam über C.W. Eckersberg, den bedeutendsten Maler des dänischen „Goldenen Zeitalters“ zur Marinemalerei. Unter dem Einfluss von Claude Lorrain tauchte er in seinen Gemälden den Golf von Neapel in goldenes Sonnenlicht. Gelobt wurden auch seine Blautöne des Meeres und des Himmels. In seiner akribischen Malweise, die ihm zum langsamen Arbeiten im Atelier zwang, stand Thöming den Künstlern der älteren Generation wie Philipp Hackert, Josef Rebell und Johann Christian Reinhart, den er besonders verehrte, deutlich näher als den Zeitgenossen J.C. Dahl und Carl Blechen oder den Malern der „Schule von Posillipo“, die zu den Wegbereitern der Freilichtmalerei zählten.

## Werke
- Ein Seestück. Mondschein, um 1823. 42 × 58 cm Staten Museum, Kopenhagen
- Eine dänische Korvette feuert Salutschüsse ab, um 1824. 28,2 × 36,6 cm. Thorvaldsens Museum Kopenhagen
- Kapuzinerkloster von Amalfi, 1828. 55 × 82 cm. Museumsberg Flensburg
- Capri, Marina Piccola, 1829. 45,8 × 80 cm. Thorvaldsens Museum, Kopenhagen.
- Landschaft bei Velletri, um 1830. 26 × 44 cm. Kunsthalle zu Kiel
- Die Blaue Grotte auf Capri, 1833. 13,1 × 21,5 cm. Thorvaldsens Museum, Kopenhagen
- Castell dell’Ovo und der Vesuv von Mergellina bei Sonnenaufgang, um 1835. MuseumKunstpalast, Düsseldorf
- Felsenküste bei Sorrent, um 1844. 65 × 99 cm. Museumsberg Flensburg
- Blick von Pozzuoli auf Ischia mit dem Epomeo, 1847, 27,8 × 39,4 cm. Museum Eckernförde.